# Copa Sul-Americana de 2009
A Copa Sul-Americana de 2009 foi a oitava edição do torneio de futebol realizado no segundo semestre de cada ano pela Confederação Sul-Americana de Futebol (CONMEBOL).
O campeão foi a LDU Quito, do Equador, ao vencer o Fluminense por 5–4 no placar agregado, e com isso habilitou-se para enfrentar o vencedor da Copa Libertadores da América de 2009 na decisão da Recopa Sul-Americana de 2010, além de participar da decisão da Copa Suruga Bank de 2010, contra o campeão da Copa da Liga do Japão de 2009.

## Mudanças
Equipes das dez associações sul-americanas estiveram representadas, sendo que esta edição não contou com equipes convidadas. Inicialmente estavam previstas três vagas para clubes da Confederação de Futebol da América do Norte, Central e Caribe (CONCACAF) como nos anos anteriores, sendo duas delas para o México que já havia definido Monterrey e Puebla como representantes. Porém em 30 de junho, a CONCACAF anunciou que não indicaria nenhum representante para a Copa Sul-Americana devido ao conflito de datas com a Liga dos Campeões. Antes da decisão, a participação de clubes mexicanos em competições sul-americanas já havia sido discutida após a crise que envolveu a desistência de clubes da Copa Libertadores de 2009 devido ao surto de gripe A (H1N1).
Outra mudança seria a possibilidade do campeão da Copa Sul-Americana poder disputar a Libertadores do ano seguinte, adquirindo esse direito a partir desta edição, No entanto em uma reunião na sede da CONMEBOL em Assunção, no dia 3 de julho, a proposta foi adiada para 2010.
Essa edição foi a primeira em que o campeão brasileiro do ano anterior não participou.

## Equipes classificadas
| País                               | Equipe               | Classificação                                                          |
| ---------------------------------- | -------------------- | ---------------------------------------------------------------------- |
| Argentina · (6 vagas)              | Lanús                | Melhor pontuação acumulada na temporada de 2008/2009                   |
| Argentina · (6 vagas)              | Vélez Sarsfield      | 2ª melhor pontuação acumulada na temporada de 2008/2009                |
| Argentina · (6 vagas)              | San Lorenzo          | 3ª melhor pontuação acumulada na temporada de 2008/2009                |
| Argentina · (6 vagas)              | Tigre                | 4ª melhor pontuação acumulada na temporada de 2008/2009                |
| Argentina · (6 vagas)              | Boca Juniors         | Convidado                                                              |
| Argentina · (6 vagas)              | River Plate          | Convidado                                                              |
| Bolívia · (2 vagas)                | La Paz               | Vice-campeão do Torneio Apertura de 2008                               |
| Bolívia · (2 vagas)                | Blooming             | Vice-campeão do Torneio Clausura de 2008                               |
| Brasil · (8 vagas + atual campeão) | Internacional        | Campeão da Copa Sul-Americana de 2008                                  |
| Brasil · (8 vagas + atual campeão) | Flamengo             | 5º colocado do Campeonato Brasileiro de 2008                           |
| Brasil · (8 vagas + atual campeão) | Botafogo             | 7º colocado do Campeonato Brasileiro de 2008                           |
| Brasil · (8 vagas + atual campeão) | Goiás                | 8º colocado do Campeonato Brasileiro de 2008                           |
| Brasil · (8 vagas + atual campeão) | Coritiba             | 9º colocado do Campeonato Brasileiro de 2008                           |
| Brasil · (8 vagas + atual campeão) | Vitória              | 10º colocado do Campeonato Brasileiro de 2008                          |
| Brasil · (8 vagas + atual campeão) | Atlético Mineiro     | 12º colocado do Campeonato Brasileiro de 2008                          |
| Brasil · (8 vagas + atual campeão) | Atlético Paranaense  | 13º colocado do Campeonato Brasileiro de 2008                          |
| Brasil · (8 vagas + atual campeão) | Fluminense           | 14º colocado do Campeonato Brasileiro de 2008                          |
| Chile · (2 vagas)                  | Unión Española       | Melhor pontuação na fase regular do Torneio Apertura de 2009           |
| Chile · (2 vagas)                  | Universidad de Chile | Vencedor da partida para a Copa Sul-Americana                          |
| Colômbia · (2 vagas)               | Deportivo Cali       | 2ª melhor pontuação na temporada 2008                                  |
| Colômbia · (2 vagas)               | La Equidad           | Campeão da Copa Colombia de 2008                                       |
| Equador · (2 vagas)                | Emelec               | Melhor pontuação na primeira fase do Campeonato Equatoriano de 2009    |
| Equador · (2 vagas)                | LDU Quito            | 2ª melhor pontuação na primeira fase do Campeonato Equatoriano de 2009 |
| Paraguai · (2 vagas)               | Libertad             | Melhor pontuação do Campeonato Paraguaio de 2008                       |
| Paraguai · (2 vagas)               | Cerro Porteño        | 4ª melhor pontuação acumulada no Campeonato Paraguaio de 2008          |
| Peru · (2 vagas)                   | Cienciano            | 4ª melhor pontuação acumulada no Campeonato Peruano de 2008            |
| Peru · (2 vagas)                   | Alianza Atlético     | 5ª melhor pontuação acumulada no Campeonato Peruano de 2008            |
| Uruguai · (2 vagas)                | River Plate          | 3ª colocado da Liguilla Pre-Libertadores de 2009                       |
| Uruguai · (2 vagas)                | Liverpool            | 4ª colocado da Liguilla Pre-Libertadores de 2009                       |
| Venezuela · (2 vagas)              | Deportivo Anzoátegui | Campeão da Copa Venezuela de 2008                                      |
| Venezuela · (2 vagas)              | Zamora               | 4ª melhor pontuação acumulada no Campeonato Venezuelano de 2008/2009   |

## Sorteio
O sorteio que determinou todos os cruzamentos da Copa Sul-Americana de 2009 realizou-se em 3 de julho do mesmo ano em Assunção, no Paraguai. Pela primeira vez, todas as equipes participantes iniciaram desde a primeira fase, a exceção do defensor do título, Internacional, que inicia a partir das oitavas-de-final.
O resultado do sorteio determinou os seguintes confrontos:
| Primeira fase | Primeira fase        | Primeira fase  | Primeira fase | Primeira fase       | Primeira fase        |
| ------------- | -------------------- | -------------- | ------------- | ------------------- | -------------------- |
| Chave O1      | Atlético Mineiro     | Goiás          | Chave O9      | Atlético Paranaense | Botafogo             |
| Chave O2      | La Equidad           | Unión Española | Chave O10     | LDU Quito           | Libertad             |
| Chave O3      | Vitória              | Coritiba       | Chave O11     | Tigre               | San Lorenzo          |
| Chave O4      | Universidad de Chile | Deportivo Cali | Chave O12     | Alianza Atlético    | Deportivo Anzoátegui |
| Chave O5      | Fluminense           | Flamengo       | Chave O13     | Internacional       | Internacional        |
| Chave O6      | Liverpool            | Cienciano      | Chave O14     | Blooming            | River Plate          |
| Chave O7      | River Plate          | Lanús          | Chave O15     | Boca Juniors        | Vélez Sarsfield      |
| Chave O8      | Zamora               | Emelec         | Chave O16     | Cerro Porteño       | La Paz               |

## Primeira fase
A primeira fase foi disputada entre os dias 4 de agosto e 17 de setembro.
| Chave | Equipe 1                                                   | Total                                                      | Equipe 2                                                   | Ida                                                        | Volta                                                      |
| ----- | ---------------------------------------------------------- | ---------------------------------------------------------- | ---------------------------------------------------------- | ---------------------------------------------------------- | ---------------------------------------------------------- |
| O1    | Atlético Mineiro                                           | 2–2 (5–6 p)                                                | Goiás                                                      | 1–1                                                        | 1–1                                                        |
| O2    | La Equidad                                                 | 2–3                                                        | Unión Española                                             | 2–2                                                        | 0–1                                                        |
| O3    | Vitória                                                    | 2–2 (5–3 p)                                                | Coritiba                                                   | 2–0                                                        | 0–2                                                        |
| O4    | Universidad de Chile                                       | 3–1                                                        | Deportivo Cali                                             | 2–1                                                        | 1–0                                                        |
| O5    | Fluminense                                                 | 1–1 (gf)                                                   | Flamengo                                                   | 0–0                                                        | 1–1                                                        |
| O6    | Liverpool                                                  | 0–2                                                        | Cienciano                                                  | 0–0                                                        | 0–2                                                        |
| O7    | River Plate                                                | 1–3                                                        | Lanús                                                      | 1–2                                                        | 0–1                                                        |
| O8    | Zamora                                                     | 1–3                                                        | Emelec                                                     | 0–1                                                        | 1–2                                                        |
| O9    | Atlético Paranaense                                        | 2–3                                                        | Botafogo                                                   | 0–0                                                        | 2–3                                                        |
| O10   | LDU Quito                                                  | 2–1                                                        | Libertad                                                   | 1–0                                                        | 1–1                                                        |
| O11   | Tigre                                                      | 2–2 (gf)                                                   | San Lorenzo                                                | 2–1                                                        | 0–1                                                        |
| O12   | Alianza Atlético                                           | 2–1                                                        | Deportivo Anzoátegui                                       | 0–0                                                        | 2–1                                                        |
| O13   | Internacional diretamente classificado às oitavas-de-final | Internacional diretamente classificado às oitavas-de-final | Internacional diretamente classificado às oitavas-de-final | Internacional diretamente classificado às oitavas-de-final | Internacional diretamente classificado às oitavas-de-final |
| O14   | Blooming                                                   | 1–5                                                        | River Plate                                                | 0–3[a]                                                     | 1–2                                                        |
| O15   | Boca Juniors                                               | 1–2                                                        | Vélez Sarsfield                                            | 1–1                                                        | 0–1                                                        |
| O16   | Cerro Porteño                                              | 4–1                                                        | La Paz                                                     | 2–0                                                        | 2–1                                                        |

a. ^ O primeiro jogo entre River Plate e Blooming foi interrompido aos 20 minutos do segundo tempo, por falta de segurança, quando o River Plate vencia por 1 a 0. A CONMEBOL puniu o Blooming em 10 mil dólares e declarou o River Plate vencedor por 3 a 0.

## Fase final
|  | Oitavas de final                 | Oitavas de final                 | Oitavas de final                 | Oitavas de final                 |       |                   | Quartas de final                 | Quartas de final                 | Quartas de final                 | Quartas de final                 |  |               | Semifinais             | Semifinais             | Semifinais             | Semifinais             |           |   | Final                          | Final                          | Final                          | Final                          |
|  | de 22 de setembro a 1 de outubro | de 22 de setembro a 1 de outubro | de 22 de setembro a 1 de outubro | de 22 de setembro a 1 de outubro |       |                   | de 21 de outubro a 5 de novembro | de 21 de outubro a 5 de novembro | de 21 de outubro a 5 de novembro | de 21 de outubro a 5 de novembro |  |               | de 11 a 19 de novembro | de 11 a 19 de novembro | de 11 a 19 de novembro | de 11 a 19 de novembro |           |   | 25 de novembro e 2 de dezembro | 25 de novembro e 2 de dezembro | 25 de novembro e 2 de dezembro | 25 de novembro e 2 de dezembro |
|  |                                  |                                  |                                  |                                  |       |                   |                                  |                                  |                                  |                                  |  |               |                        |                        |                        |                        |           |   |                                |                                |                                |                                |
|  | River Plate                      | 4                                | 1                                | 5                                |       |                   |                                  |                                  |                                  |                                  |  |               |                        |                        |                        |                        |           |   |                                |                                |                                |                                |
|  | Vitória                          | 1                                | 1                                | 2                                |       |                   |                                  |                                  |                                  |                                  |  |               |                        |                        |                        |                        |           |   |                                |                                |                                |                                |
|  | Vitória                          | 1                                | 1                                | 2                                |       | River Plate (pen) | 0                                | 1                                | 1 (7)                            |                                  |  |               |                        |                        |                        |                        |           |   |                                |                                |                                |                                |
|  |                                  |                                  |                                  |                                  |       | River Plate (pen) | 0                                | 1                                | 1 (7)                            |                                  |  |               |                        |                        |                        |                        |           |   |                                |                                |                                |                                |
|  |                                  | San Lorenzo                      | 1                                | 0                                | 1 (6) |                   |                                  |                                  |                                  |                                  |  |               |                        |                        |                        |                        |           |   |                                |                                |                                |                                |
|  | San Lorenzo                      | San Lorenzo                      | 1                                | 0                                | 1 (6) | 3                 | 2                                | 5                                |                                  |                                  |  |               |                        |                        |                        |                        |           |   |                                |                                |                                |                                |
|  | San Lorenzo                      |                                  |                                  |                                  |       | 3                 | 2                                | 5                                |                                  |                                  |  |               |                        |                        |                        |                        |           |   |                                |                                |                                |                                |
|  | Cienciano                        | 0                                | 0                                | 0                                |       |                   |                                  |                                  |                                  |                                  |  |               |                        |                        |                        |                        |           |   |                                |                                |                                |                                |
|  | Cienciano                        | 0                                | 0                                | 0                                |       |                   |                                  |                                  |                                  |                                  |  | River Plate   | 2                      | 0                      | 2                      |                        |           |   |                                |                                |                                |                                |
|  |                                  |                                  |                                  |                                  |       |                   |                                  |                                  |                                  |                                  |  | River Plate   | 2                      | 0                      | 2                      |                        |           |   |                                |                                |                                |                                |
|  |                                  | LDU Quito                        | 1                                | 7                                | 8     |                   |                                  |                                  |                                  |                                  |  |               |                        |                        |                        |                        |           |   |                                |                                |                                |                                |
|  | Vélez Sarsfield                  | LDU Quito                        | 1                                | 7                                | 8     | 3                 | 2                                | 5                                |                                  |                                  |  |               |                        |                        |                        |                        |           |   |                                |                                |                                |                                |
|  | Vélez Sarsfield                  |                                  |                                  |                                  |       | 3                 | 2                                | 5                                |                                  |                                  |  |               |                        |                        |                        |                        |           |   |                                |                                |                                |                                |
|  | Unión Española                   | 2                                | 2                                | 4                                |       |                   |                                  |                                  |                                  |                                  |  |               |                        |                        |                        |                        |           |   |                                |                                |                                |                                |
|  | Unión Española                   | 2                                | 2                                | 4                                |       | Vélez Sarsfield   | 1                                | 1                                | 2                                |                                  |  |               |                        |                        |                        |                        |           |   |                                |                                |                                |                                |
|  |                                  |                                  |                                  |                                  |       | Vélez Sarsfield   | 1                                | 1                                | 2                                |                                  |  |               |                        |                        |                        |                        |           |   |                                |                                |                                |                                |
|  |                                  | LDU Quito                        | 1                                | 2                                | 3     |                   |                                  |                                  |                                  |                                  |  |               |                        |                        |                        |                        |           |   |                                |                                |                                |                                |
|  | LDU Quito                        | LDU Quito                        | 1                                | 2                                | 3     | 4                 | 1                                | 5                                |                                  |                                  |  |               |                        |                        |                        |                        |           |   |                                |                                |                                |                                |
|  | LDU Quito                        |                                  |                                  |                                  |       | 4                 | 1                                | 5                                |                                  |                                  |  |               |                        |                        |                        |                        |           |   |                                |                                |                                |                                |
|  | Lanús                            | 0                                | 1                                | 1                                |       |                   |                                  |                                  |                                  |                                  |  |               |                        |                        |                        |                        |           |   |                                |                                |                                |                                |
|  | Lanús                            | 0                                | 1                                | 1                                |       |                   |                                  |                                  |                                  |                                  |  |               |                        |                        |                        |                        | LDU Quito | 5 | 0                              | 5                              |                                |                                |
|  |                                  |                                  |                                  |                                  |       |                   |                                  |                                  |                                  |                                  |  |               |                        |                        |                        |                        |           | 5 | 0                              | 5                              |                                |                                |
|  |                                  | Fluminense                       | 1                                | 3                                | 4     |                   |                                  |                                  |                                  |                                  |  |               |                        |                        |                        |                        |           |   |                                |                                |                                |                                |
|  | Cerro Porteño (gf)               | Fluminense                       | 1                                | 3                                | 4     | 2                 | 1                                | 3                                |                                  |                                  |  |               |                        |                        |                        |                        |           |   |                                |                                |                                |                                |
|  | Cerro Porteño (gf)               |                                  |                                  |                                  |       | 2                 | 1                                | 3                                |                                  |                                  |  |               |                        |                        |                        |                        |           |   |                                |                                |                                |                                |
|  | Goiás                            | 0                                | 3                                | 3                                |       |                   |                                  |                                  |                                  |                                  |  |               |                        |                        |                        |                        |           |   |                                |                                |                                |                                |
|  | Goiás                            | 0                                | 3                                | 3                                |       | Cerro Porteño     | 2                                | 3                                | 5                                |                                  |  |               |                        |                        |                        |                        |           |   |                                |                                |                                |                                |
|  |                                  |                                  |                                  |                                  |       | Cerro Porteño     | 2                                | 3                                | 5                                |                                  |  |               |                        |                        |                        |                        |           |   |                                |                                |                                |                                |
|  |                                  | Botafogo                         | 1                                | 1                                | 2     |                   |                                  |                                  |                                  |                                  |  |               |                        |                        |                        |                        |           |   |                                |                                |                                |                                |
|  | Botafogo                         | Botafogo                         | 1                                | 1                                | 2     | 2                 | 1                                | 3                                |                                  |                                  |  |               |                        |                        |                        |                        |           |   |                                |                                |                                |                                |
|  | Botafogo                         |                                  |                                  |                                  |       | 2                 | 1                                | 3                                |                                  |                                  |  |               |                        |                        |                        |                        |           |   |                                |                                |                                |                                |
|  | Emelec                           | 0                                | 2                                | 2                                |       |                   |                                  |                                  |                                  |                                  |  |               |                        |                        |                        |                        |           |   |                                |                                |                                |                                |
|  | Emelec                           | 0                                | 2                                | 2                                |       |                   |                                  |                                  |                                  |                                  |  | Cerro Porteño | 0                      | 1                      | 1                      |                        |           |   |                                |                                |                                |                                |
|  |                                  |                                  |                                  |                                  |       |                   |                                  |                                  |                                  |                                  |  | Cerro Porteño | 0                      | 1                      | 1                      |                        |           |   |                                |                                |                                |                                |
|  |                                  | Fluminense                       | 1                                | 2                                | 3     |                   |                                  |                                  |                                  |                                  |  |               |                        |                        |                        |                        |           |   |                                |                                |                                |                                |
|  | Alianza Atlético                 | Fluminense                       | 1                                | 2                                | 3     | 2                 | 1                                | 3                                |                                  |                                  |  |               |                        |                        |                        |                        |           |   |                                |                                |                                |                                |
|  | Alianza Atlético                 |                                  |                                  |                                  |       | 2                 | 1                                | 3                                |                                  |                                  |  |               |                        |                        |                        |                        |           |   |                                |                                |                                |                                |
|  | Fluminense                       | 2                                | 4                                | 6                                |       |                   |                                  |                                  |                                  |                                  |  |               |                        |                        |                        |                        |           |   |                                |                                |                                |                                |
|  | Fluminense                       | 2                                | 4                                | 6                                |       | Fluminense        | 2                                | 1                                | 3                                |                                  |  |               |                        |                        |                        |                        |           |   |                                |                                |                                |                                |
|  |                                  |                                  |                                  |                                  |       | Fluminense        | 2                                | 1                                | 3                                |                                  |  |               |                        |                        |                        |                        |           |   |                                |                                |                                |                                |
|  |                                  | Universidad de Chile             | 2                                | 0                                | 2     |                   |                                  |                                  |                                  |                                  |  |               |                        |                        |                        |                        |           |   |                                |                                |                                |                                |
|  | Internacional                    | Universidad de Chile             | 2                                | 0                                | 2     | 1                 | 0                                | 1                                |                                  |                                  |  |               |                        |                        |                        |                        |           |   |                                |                                |                                |                                |
|  | Internacional                    |                                  |                                  |                                  |       | 1                 | 0                                | 1                                |                                  |                                  |  |               |                        |                        |                        |                        |           |   |                                |                                |                                |                                |
|  | Universidad de Chile             | 1                                | 1                                | 2                                |       |                   |                                  |                                  |                                  |                                  |  |               |                        |                        |                        |                        |           |   |                                |                                |                                |                                |

## Premiação
| Copa Sul-Americana de 2009    |
| ----------------------------- |
| LDU Quito Campeão (1º título) |

## Principais artilheiros
| 8 gols (1) - Claudio Bieler (LDU Quito) 7 gols (1) - Édison Méndez (LDU Quito) 5 gols (2) - Fred (Fluminense) - Jorge Córdoba (River Plate) 4 gols (2) - Felipe (Goiás) - Juan Manuel Olivera (Universidad de Chile) | 3 gols (5) - André Lima (Botafogo) - Gustavo Canales (Unión Española) - Hernán López (Vélez Sarsfield) - Marcio Valverde (Alianza Atlético) - Roberto Nanni (Cerro Porteño) 2 gols (15) - Adeílson (Fluminense) - Alan (Fluminense) - Bernardo Romeo (San Lorenzo) - Carlos Espínola (LDU Quito) | 2 gols (continuação) - Darío Conca (Fluminense) - Eduardo Salvio (Lanús) - Franco Mendoza (Emelec) - Gonzalo Rovira (San Lorenzo) - Gum (Fluminense) - Julio dos Santos (Cerro Porteño) - Leandro Caruso (Vélez Sarsfield) - Luis Cáceres (Cerro Porteño) - Santiago Salcedo (Lanús) - Ulises de la Cruz (LDU Quito) - Walter Montillo (Universidad de Chile) |